# HMS Flying Fox (établissement terrestre)
Le HMS Flying Fox est une unité de la Royal Naval Reserve située à Bristol, en Angleterre. Entraînant plus de 100 réservistes le jeudi soir à Bristol, Flying Fox dessert Bristol, Dorset, Devon, Somerset, Wiltshire et Gloucestershire.

## Historique
La division de Bristol était l'une des cinq divisions de la Royal Naval Volunteer Reserve formée en 1903. Après la Première Guerre mondiale, la division a été réformée et un nouveau navire de formation, le HMS Flying Fox, a été amarré à Bristol en 1924. Rebaptisé Severn Division après la Seconde Guerre mondiale, le HMS Flying Fox a déménagé à terre vers son QG actuel en 1972. Le navire lui-même a été remorqué sur la rivière Avon et à travers le canal de Bristol jusqu'à un chantier de démolition de navires à Cardiff en 1973.
Sur le même site se trouvent l'officier régional de la marine pour le Pays de Galles et l'ouest de l'Angleterre, et le QG des cadets de la marine de la région du sud-ouest.